# ジグムント3世 (ポーランド王)
ジグムント3世（Zygmunt III、1566年6月20日 - 1632年4月30日）は、ポーランド・リトアニア共和国の国王（在位：1587年 - 1632年）、ヴァーサ朝第4代のスウェーデン王（在位：1592年 - 1599年）。スウェーデン王ヨハン3世と、王妃でポーランド王ジグムント1世の娘カタジナの長男。スウェーデン王としてはシギスムンド（Sigismund）と称される。

## 正式称号
- ラテン語: Sigismundus Tertius Dei gratia rex Poloniæ, magnus dux Lithuaniæ, Russiæ, Prussiæ, Masoviæ, Samogitiæ, Livoniæque, necnon Suecorum, Gothorum Vandalorumque hæreditarius rex

日本語訳： リトアニア、ルテニア、プロイセン、マゾフシェ、サモギティアの大公と、スウェーデン人、ゴート人、ヴァンダル人の世襲王を兼ねる、神の栄光によるポーランド王ジグムント3世
ジグムント3世はエルサレム王も兼ねている他、スウェーデンのゴート起源説による前出の3部族の王およびフィンランド大公の称号も帯びていた。

## 生涯

### 2つの王冠の継承
ジグムント3世は1587年、ポーランド王ステファン・バートリの崩御を受けて、シュラフタによる国王自由選挙でポーランド王に選ばれた。ヴァーサ家出身のジグムントがポーランド王に選ばれたのは、母親を通じてヤギェウォ朝の血を引いていたのと、リヴォニア戦争でスウェーデンと同盟を結んでいたからであった。両国が共闘してバルト地域を保有し、モスクワ大公国（ロシア・ツァーリ国）のバルト海進出を阻むための政略的な結果であった。
ジグムント3世は政治的思惑により幼くしてポーランド王国かつポーランド・リトアニア共和国の首都クラクフへ預けられ、カトリック改革の主導的存在であったイエズス会の手で教育を受け、本国スウェーデンおよびヴァーサ家がルター派プロテスタント国家であるにもかかわらず熱烈なカトリック教徒となった。このため、1592年、父ヨハン3世が崩御すると、ジグムント3世はポーランドを出国せずにスウェーデン王位を継承し、叔父カール（後のスウェーデン王カール9世）が摂政としてスウェーデンを治めた。
しかし、近世的な君主と国家との宗教的一致を損なうジグムント3世とスウェーデンとの関係は、次第に悪化していった。スウェーデンでは、1593年のウプサラ宗教会議でアウクスブルク信仰告白が決議され、スウェーデン国内のほとんどの教会は、ルター派の信条を受け入れた。ジグムント3世は1594年、ウプサラで正式にスウェーデン王シギスムンドとして戴冠するが、国王となるにはスウェーデンのプロテスタント信仰を容認せざるを得なかった。1590年代のスウェーデンの宗教改革は大詰めを迎えており、ジグムント3世は一旦はこれを認めたが、ジグムント3世がポーランドに帰国すると、1595年に共和国はプロテスタント信仰を禁じた。共和国と合同を組むスウェーデンでは、これはウプサラ宗教会議違反として捉えられた。その間、摂政カールが国王代理として勢力を強めて行き、スウェーデンをルター派国家に戻すべく改革を徹底した。こうした両国の不和のために、スウェーデンは1590年からのロシア・スウェーデン戦争に敗れ、1595年にリヴォニア戦争で得たフィンランド湾深奥部を失うこととなった（代わりにエストニア公国の領有が確定）。1590年代のスウェーデン国内の宗教内戦は、最終的にプロテスタントが勝利したが、1600年のジグムント3世派の粛清は、何十年にもわたる紛争と混乱の頂点を極め、国情は悲惨なものとなった。

### ポーランド・リトアニアの国内政策

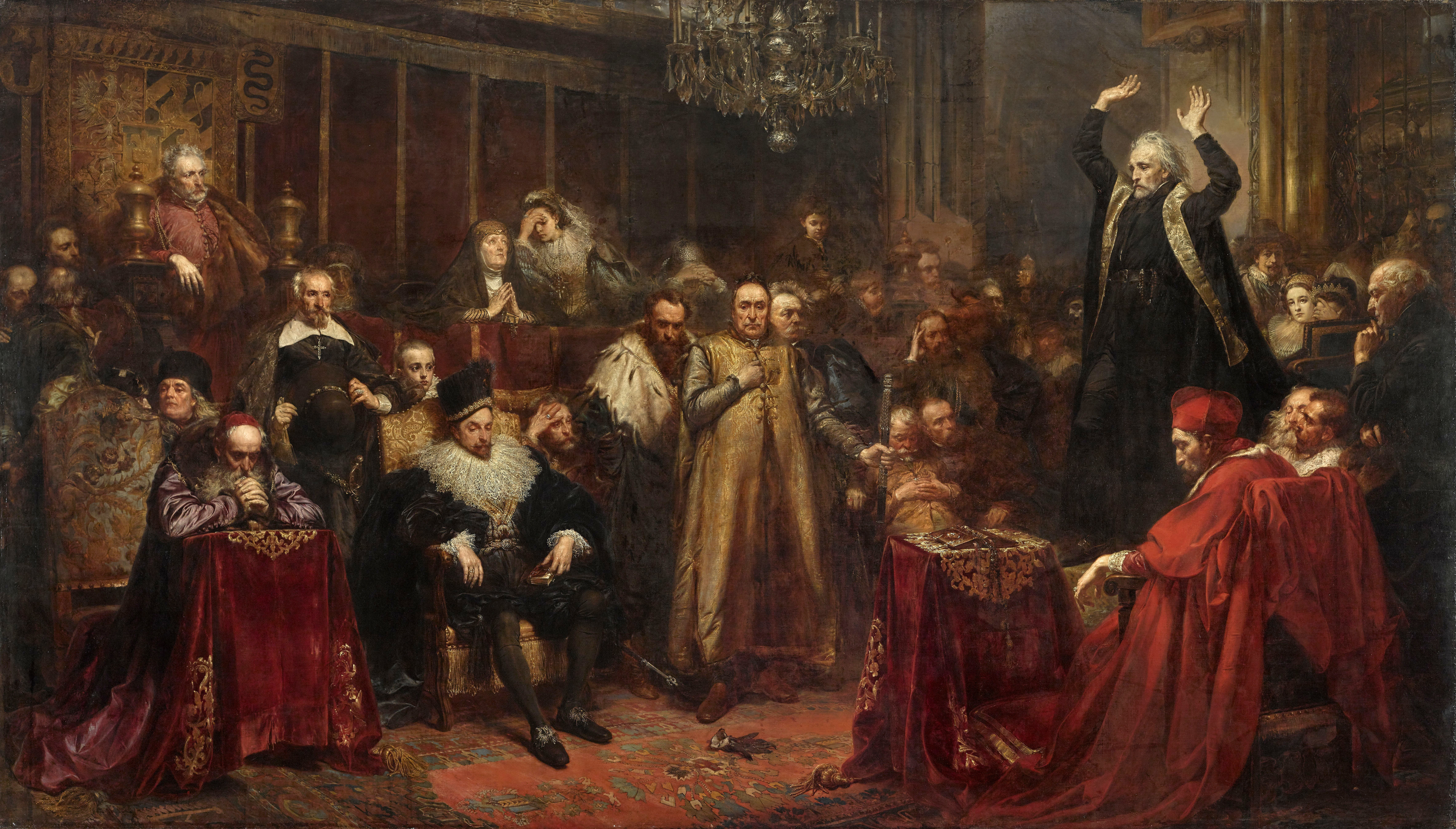
ピョートル・スカルガの説教を聞くジグムント3世

ポーランドにおいては、1595年にポーランド・リトアニア共和国のカトリック化を推し進め、プロテスタント信仰を禁じた。1596年にはブレスト合同を成立させ、東方典礼を守りつつもローマ教皇の権威を認めるウクライナ東方カトリック教会を成立させる。これは支配下にある正教会のカトリック化を目指すものであった。また1596年にクラクフからワルシャワへと遷都させた（ただしジグムント3世がワルシャワへ居住するのは、1611年以降のことである）。また、ジグムント3世の絶対主義傾向に危機感を抱いたポーランド貴族の一派が1606年にゼブジドフスキの反乱を起こしたが、1609年には反乱者たちは国王に恭順の意を示した。

### スウェーデン王位奪回の試み
1598年、ジグムント3世はスウェーデンに渡って叔父カールの反乱軍と戦ったが、敗れてポーランドへと戻った。翌1599年にジグムント3世がスウェーデン王位を廃位された結果、ヴァーサ家はスウェーデン王家とポーランド王家とに分裂することとなった。1600年に摂政カールは、ジグムント3世派のカトリック教徒の貴族多数を粛清し、スウェーデンをルター派国家とした。そして1604年に国内のスウェーデン王位継承権者に継承権を放棄させ、カール9世として即位し、国力の回復と王権の強化に邁進した。以後、1629年のスウェーデン・ポーランド戦争終結まで、ジグムント3世はスウェーデンの王位を要求し続け、常に対決姿勢を崩さなかった。1605年にカール9世がリガに侵攻するとこれを退けている。

### ロシア遠征

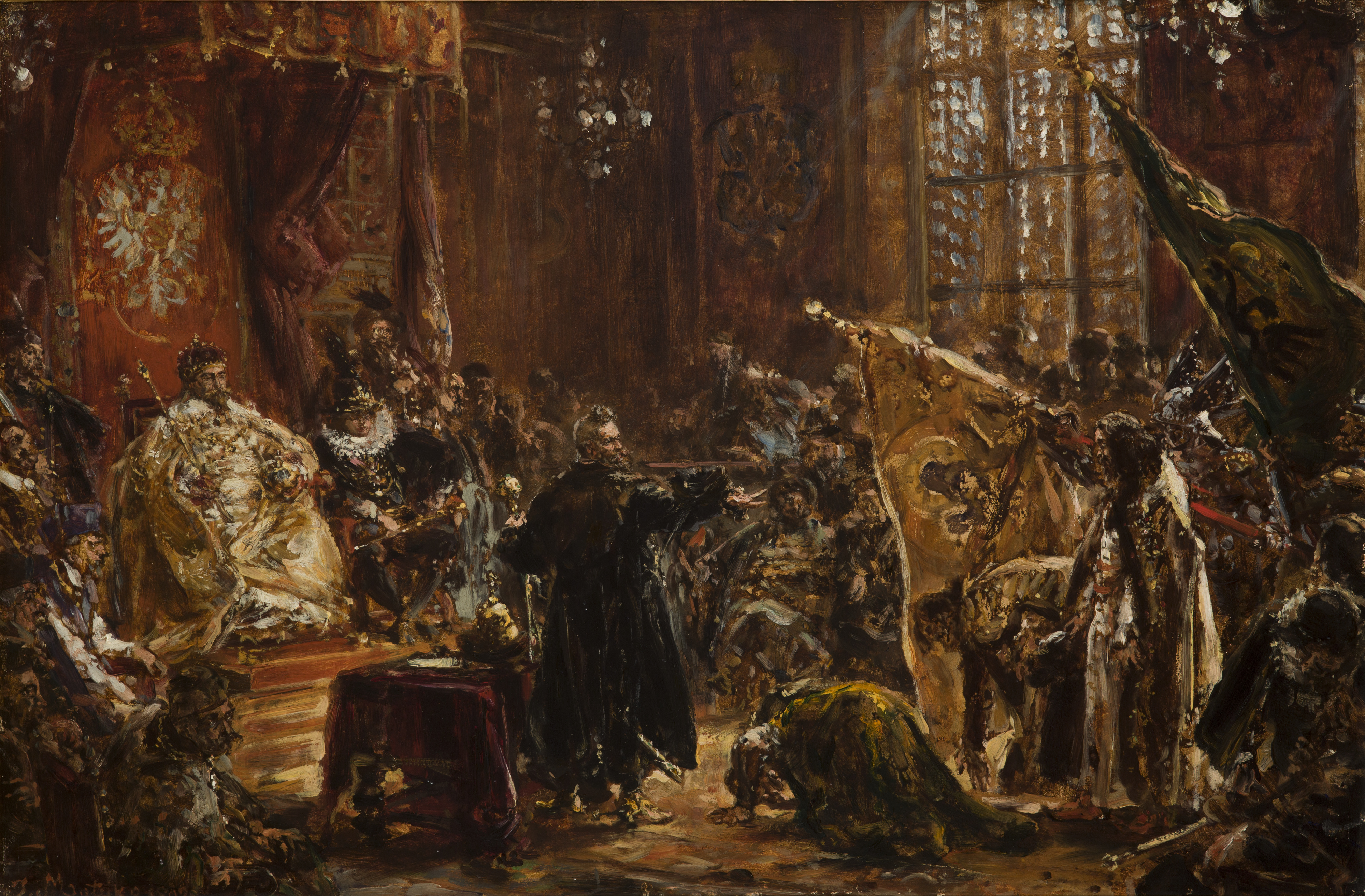
ジグムント3世にひざまづく廃位されたツァーリ、ヴァシーリー・シュイスキー

ジグムント3世は1600年前後から深刻化したロシアにおける大動乱への関心を深めていったが、それまでしばしば国王をしのぐ政治的権力を持っていた議会（セイム）の国王に対する譲歩を引き出す絶好の機会でもあった。またロシアで断絶したリューリク朝の後継者を自称する偽ドミトリー1世がポーランド国内に現れると、偽ドミトリー1世はそれまでのロシアの専制体制に不満を抱いていたロシア貴族を糾合してロシア攻略を開始した。
ジグムント3世はポーランドの各貴族が自由意志で偽ドミトリーを支援することは黙認したが、自身は偽ドミトリーとは距離を置いた。1608年、動乱にスウェーデンが介入し、モスクワのツァーリが勢力を盛り返すと、ジグムント3世はポーランド貴族を引き連れ、息子ヴワディスワフを帯同させ、動乱に介入した（ロシア・ポーランド戦争）。ジグムント3世はスモレンスクを包囲したが、この城を占領出来たのは1611年のことである。ジグムント3世は侵攻目標をモスクワに定めた。それはすなわち、ロシアのカトリック化の野心のためであった。
1610年、モスクワ・スウェーデン連合軍を破り、ジグムント3世はモスクワを占領した。それまでツァーリの専制体制に不満を抱いていた一群のロシア貴族によって熱狂的に迎えられ、後継ツァーリをポーランド王あるいはその王太子のみとした宣言も支持された。ところがジグムント3世の本来の目的は正教会を奉じる全ロシアのカトリック化であり、ツァーリがカトリック教徒であることに固執したためロシア正教会の反発を受け、次第にロシア人と決裂することとなった。
対ロシア政策をめぐって宗教・宗派を問わない多文化主義を主張し、国王と対立していたポーランド王冠領大ヘトマン兼ポーランド大法官のスタニスワフ・ジュウキェフスキがポーランド軍の主力である議会軍を引き連れて帰国してしまった後の1612年、モスクワに残されたジグムント3世のポーランド国王軍はツァーリ派の貴族とロシア正教会が率いたロシア国民軍に敗れ、モスクワから撤退した。ツァーリ戴冠の放棄を拒んだジグムント3世はこの後もロシアと戦争を継続するが、1618年にロシア西方などをポーランドへ割譲させてツァーリ戴冠を断念した。

### スウェーデン・ポーランド戦争
1621年、スウェーデン王となった従弟のグスタフ2世アドルフがリガに侵攻し、8年にわたるスウェーデン・ポーランド戦争が開始された。戦争当初ジグムント3世はスウェーデン軍に圧倒され、リガが陥落した後、1626年までに従属国プロイセン公国（東プロイセン）を占領された。しかしジグムント3世はハプスブルク家と同盟を結び、さらに、ヘトマンとなったばかりの若き天才将軍スタニスワフ・コニェツポルスキの大活躍でワルシャワ侵攻を阻止、その後コニェツポルスキ率いるポーランドは攻勢に転じ、画期的な戦法を駆使してスウェーデン軍を次々と撃破、スウェーデンの勢力をバルト海沿岸まで押し返すことに成功した（これはコニェツポルスキによる戦った相手の長所の取り入れと、敵国スウェーデンの軍制を研究・分析して自軍の火力増強なども行った結果であった）。

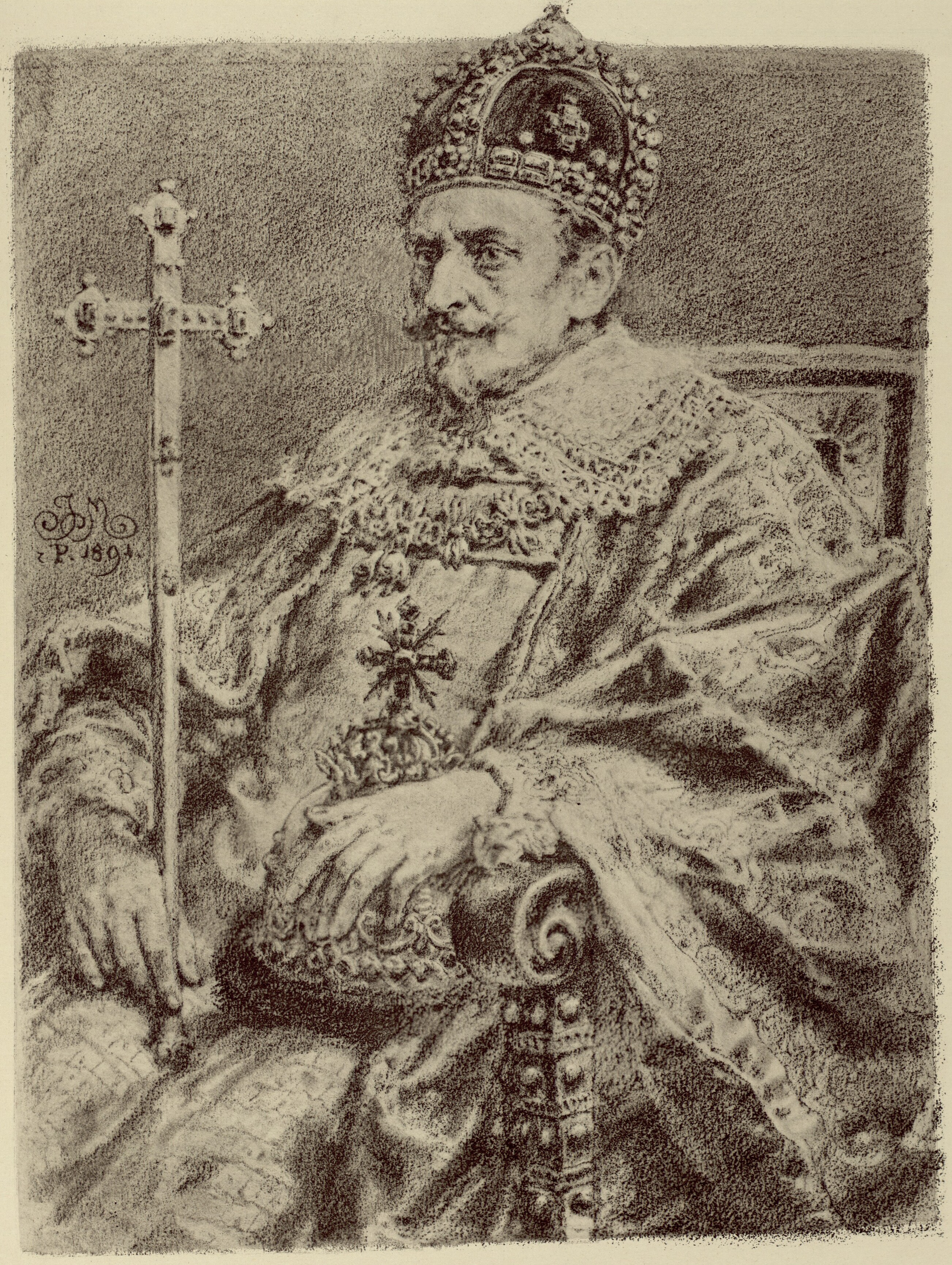
ヤン・マテイコによる、ポーランド王としての肖像画

その後、グジュノの戦いの後に再びポーランドに侵攻することとなったスウェーデン軍だったが、この間グスタフ2世アドルフはコニェツポルスキに2度重傷を負わされ、コニェツポルスキの前にスウェーデン軍が総崩れとなった最後の決戦プツクの戦いではかろうじて死を免れるまでになった。こうした展開にもかかわらずポーランド国会（セイム）は戦費の捻出に時間をかけており、ポーランドが攻勢とはいえ、財政的な余裕は乏しくなってきており、余勢を駆ってスウェーデン軍すべてをバルト海まで駆逐する財政的な余力はなかった（スウェーデン軍も傭兵軍を加えて残軍勢力を維持していた）。また、スウェーデン軍の敗戦はすべてコニェツポルスキによるものであり、彼の猛攻なくしてはポーランドの優位もありえず、ポーランドがこの戦争を乗り切ったのもすべてコニェツポルスキのおかげだった。さらに三十年戦争初期の神聖ローマ帝国による支援も、スウェーデン軍によるワルシャワ侵攻を阻止しえた要因であったといえる。一方、スウェーデンによるポーランド征服が絶望的となり、厭戦気分が漂いだすと、この情勢を見たフランス王国はスウェーデンの勢力弱体を恐れ、調停に乗り出す。
1629年、ポーランドとスウェーデンは、アルトマルクの和議を結び、戦争は終結した。しかし、スウェーデンに対し戦闘では勝利したもののロシア、オスマン帝国、タタール、スウェーデンなどとの度重なる大戦争で財政が苦しくなりつつあったポーランドは、この和議によって、以後スウェーデンがポーランドに敵対行動を取らないかわりに、バルト海沿岸のいくつかの都市における徴税権をスウェーデンに譲り、グスタフ2世アドルフのスウェーデン王位を容認することとなった（ジグムント3世は王位の容認に関しては保留したが、この時はスウェーデン王位への請求は断念せざるを得なかった）。領土に関しては、東プロイセンをプロイセン公国に返還させたが、占領されたリガ以北のリヴォニアの奪還は果たせなかった（講和条約である1635年のストゥムスドルフの和約でも同様であった）。戦後、ジグムント3世はハプスブルク家に接近し、よりカトリック諸国と連携を深めていった。
三十年戦争でスウェーデンはグスタフ2世アドルフの戦死による混乱で勢力が減退し、今度はスウェーデン併合の機会をうかがうポーランドから逆にスウェーデン本土に侵攻を受ける可能性が高まった。国内が手薄であり危機を感じたスウェーデンは、ストゥムスドルフの和約でポーランドがスウェーデン本土へ侵略しない約束をするかわりにバルト海沿岸の諸都市の徴税権はポーランドに返還することになった。
三十年戦争に直接介入しなかったポーランドはその勢力を維持させる事は出来たものの、スウェーデンは三十年戦争で最終的に勝利国となったため、ポーランドがバルト海における覇権を得る可能性はなくなり、逆にスウェーデンがその地位を安定させたため、ポーランド・ヴァーサ家のもくろみは成功しなかった（当時のポーランド海軍は、スウェーデン海軍ほどの規模はなく、バルト海に勢力を伸張出来なかった）。しかしポーランド・ヴァーサ家はなおもスウェーデン王位を諦めきれず、ポーランドとスウェーデン間のしこりとなり、やがて北方戦争として両者は対決する事となる。なお、ジグムント3世とグスタフ2世アドルフは、共に1632年に崩御している。

## 結婚と子女
ジグムント3世は1592年、内オーストリア大公カール2世の娘アンナと結婚し、あいだに5人の子女をもうけた。アンナとは1598年に死別した。
- アンナ・マリア（1593年 - 1600年）
- カタジナ（1594年）
- ヴワディスワフ4世（1595年 - 1648年） - ポーランド王
- カタジナ（1596年 - 1597年）
- クシシュトフ（1598年）

ジグムントは1605年12月11日、最初の妻アンナの妹コンスタンツェと再婚し、あいだに7人の子女をもうけた。
- ヤン・カジミェシュ（1607年 - 1608年）
- ヤン2世カジミェシュ（1608年 - 1672年） - ポーランド王
- ヤン・アルベルト（1612年 - 1634年）
- カロル・フェルディナント（1613年 - 1655年）
- アレクサンデル・カロル（1614年 - 1634年）
- アンナ・コンスタンツィア（1616年）
- アンナ・カタジナ・コンスタンツィア（1619年 - 1651年） - 1642年、プファルツ選帝侯フィリップ・ヴィルヘルムと結婚

また、ジグムント3世はアンナの侍女ウルシュラ・マイェリンを寵愛し、2人の王妃もマイェリンに子供たちの養育を任せた。